# John Hassall
John Hassal (ur. 17 stycznia 1981) – brytyjski muzyk, członek zespołów The Libertines i Yeti.